# Richie Spice

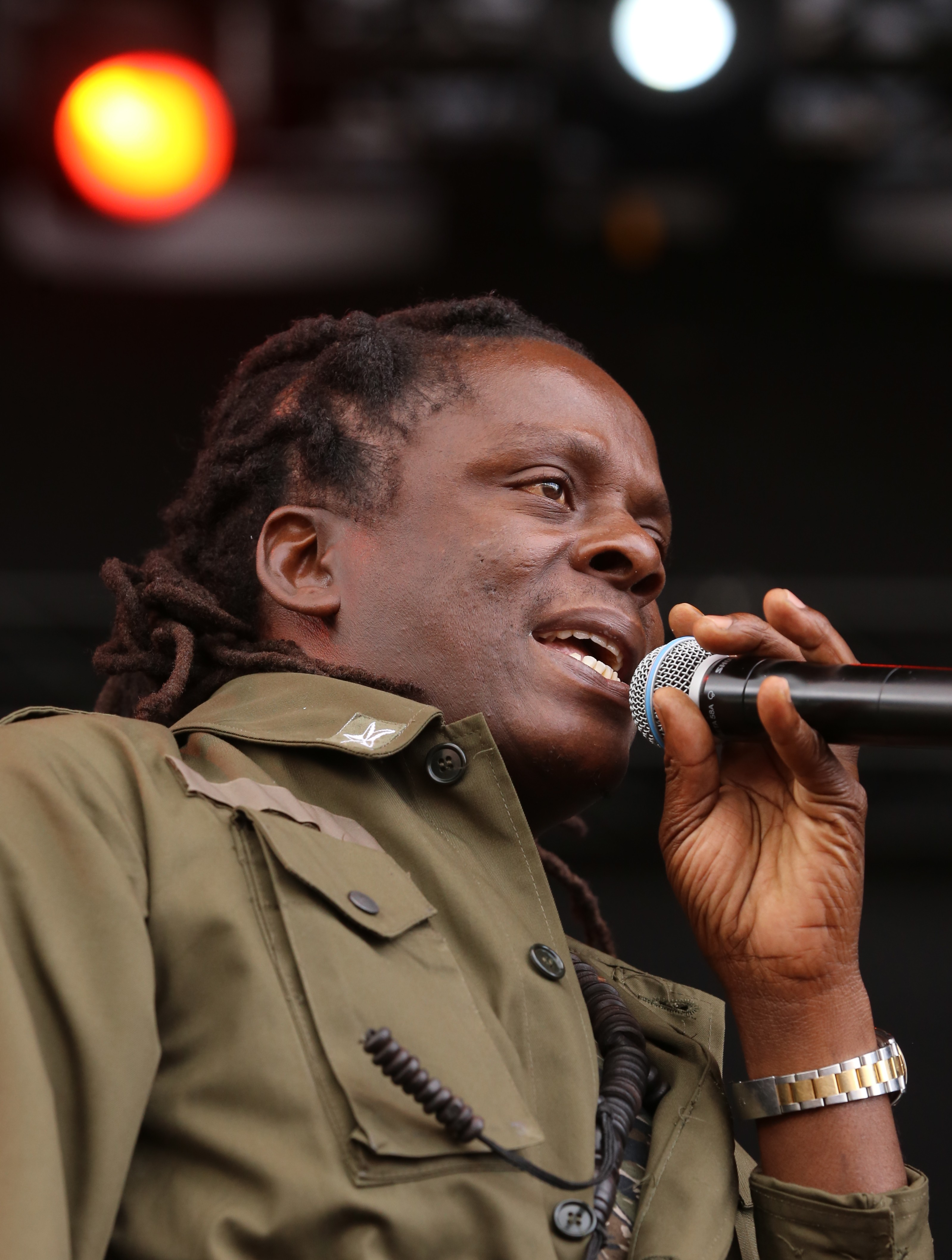
Richie Spice (2013)

Richell Bonner (8 de septiembre de 1971, Rock Hall, St. Andrew, Jamaica), conocido artísticamente como Richie Spice, es un músico de reggae jamaicano.
Richie Spice es un miembro del movimiento rastafari. Algunas de sus canciones más conocidas incluyen, 'Youth Dem Cold", "Groovin My Girl", "Earth 'N' Red", "Marijuana", "Reggae Rights".
Es uno de los hermanos Bonner, todos ellos artistas de reggae, incluidos Plier y Spanner Banner.

## Carrera musical
El primer sencillo de Richie, "Killing a Sound" fue producido por Dennis "Star" Hayes. Luego siguió con "Shine", de la mano del productor jamaiquino Clive Hunt, quien también lo acompañó en su debut discográfico con el sello Island Jamaica Label. Su hermana, Bridgett Bonner, de Bonner Productions Ltd., organizó la producción de su segundo álbum, del cual salieron hits de la talla de "Earth a Run Red", "Living Ain't Easy", "Time So Rough", "Grooving My Girl" (que había sido ya publicado anteriormente), y muchos otros.
Habiendo ganado mucha popularidad a mediados de la década de 1990, Spice realizó importantes shows, con otros artistas del género. También hizo giras por Europa y Estados Unidos, a donde volvió años más tarde, de junio a septiembre de 2001, con una nueva gira.
Más recientemente, un remix de uno de sus temas más populares, "Marijuana", de Digital Mystikz's Coki, con el nuevo nombre de "Burnin', atrajo más atención sobre Richie. La versión original de "Marijuana", además, apareció en "These Are Serious Times", una importante compilación de reggae.
Su canción 'Youths Dem Cold', apareció en el videojuego Grand Theft Auto IV y es parte de la banda sonora de la comedia de ciencia ficción londinense Attack the Block (2011), dirigida por Joe Cornish.

## Discografía
- 1999: Living Ain't Easy
- 2000: Universal
- 2004: Spice In Your Life
- 2007: In The Streets To Africa
- 2008: Gideon Boot
- 2009: Street Life
- 2011: Book Of Job